# Mocha (Insel)
Die Insel Mocha (spanisch Isla Mocha) liegt vor der chilenischen Küste und gehört zur Gemeinde (Comuna) Lebu der Región del Bío-Bío in Südchile.

## Geographie und Klima
Die Insel Mocha liegt 32 km westlich des Küstenorts Tirúa an der chilenischen Küste. Die Stadt Concepción liegt circa 200 km nördlich, Temuco etwa 130 km weiter östlich. Die Insel kann per Flugzeug oder per Boot erreicht werden.
Bei einer Länge von 14 km und einer Breite von 6 km hat die Insel Mocha eine Fläche von 48 km². Die höchste Erhebung der Insel ist der Cerro Ramírez mit einer Höhe von 390 m. Die Einwohnerzahl beträgt 740 (Stand 2005). Im Zentrum der Insel befindet sich ein Naturreservat, welches von CONAF administriert wird und Spezies wie den Arrayán (Luma apiculata), verschiedene Südbuchenarten und viele Vogelarten wie den Chucao tapaculo beherbergt. Der Rosafuß-Sturmtaucher (Puffinus Creatopus), von dem weltweit nur mehr etwa 50.000 Exemplare existieren, nistet auf der Insel.
Das Klima ist regenreich. Im Sommer liegen die Temperaturen zwischen 15 und 30 °C und im Winter zwischen 10 und 15 °C.

## Geschichte

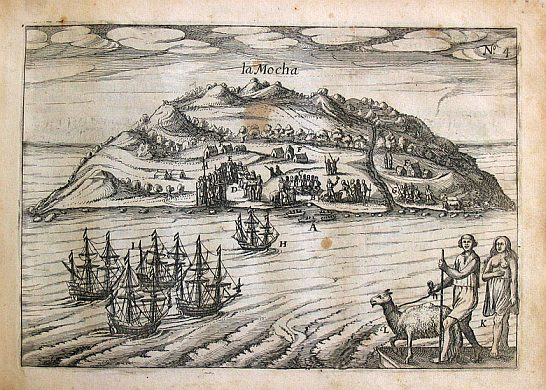
Mocha im Jahre 1619

Auf der Insel lebte lange vor der Entdeckung durch die Spanier das Volk der Lafkenches-Mapuche. Die Insel wurde bereits früh von englischen und holländischen Piraten angelaufen. Francis Drake lief die Insel auf seiner Weltumsegelung 1578 an. Dabei wurde er von den Lafkenches-Ureinwohnern attackiert und verletzt. Der holländische Seefahrer Olivier van Noort trat um 1600 gegenüber den Ureinwohnern wesentlich gesitteter auf und wurde reichlich mit Nahrungsmitteln beschenkt. Zwischen 500 und 800 Einwohner lebten damals auf der Insel. Die Mapuche lebten etwa bis 1687 auf der Insel.
Erst 1850 begann die Besiedlung durch die Chilenen, die sich meist vom Fischfang ernährten. 1929 wurde die Insel in einige landwirtschaftliche Parzellen aufgeteilt.

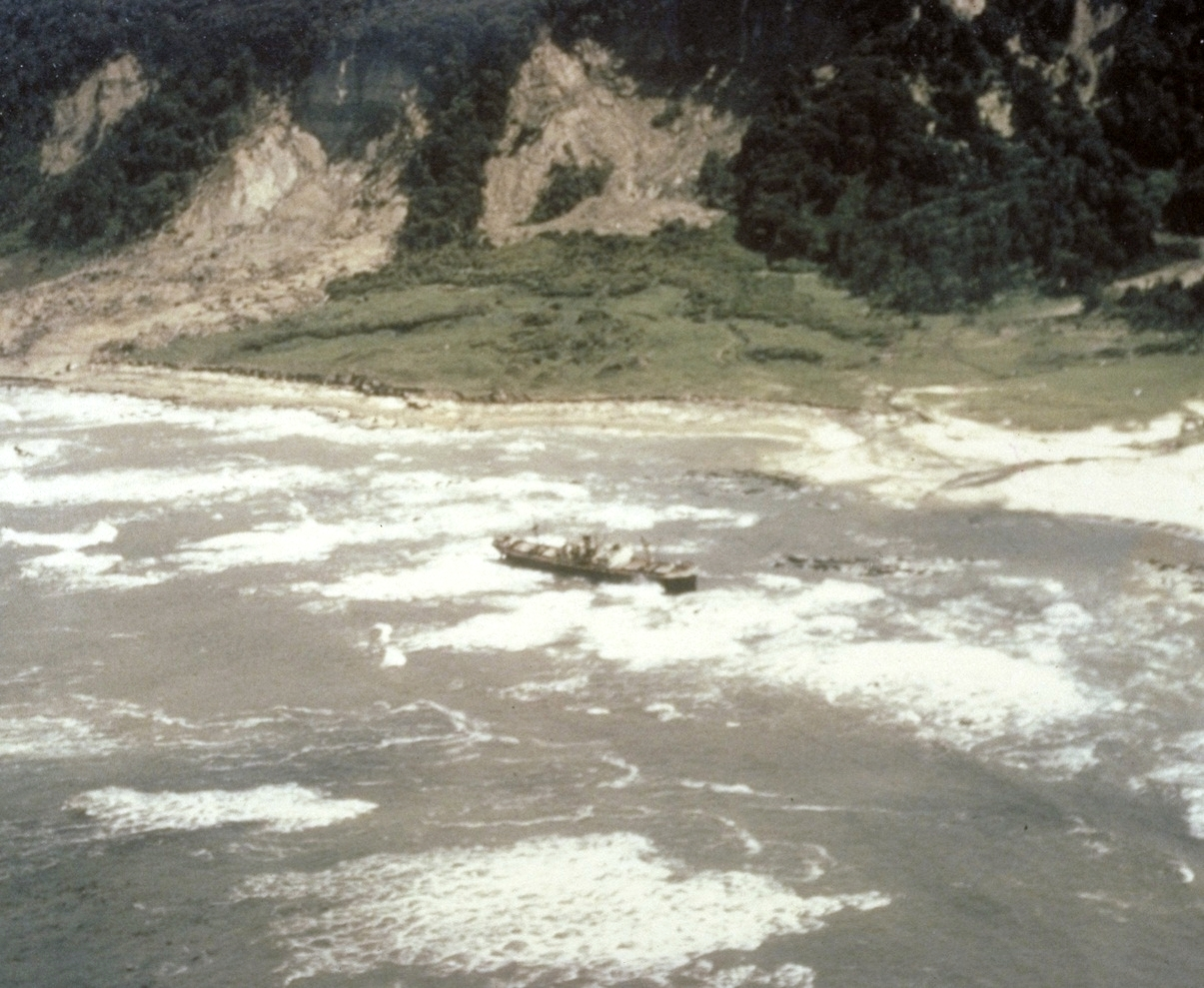
Strand von Mocha nach dem Erdbeben von Valdivia 1960 und dem folgenden Tsunami

Der Schriftsteller Herman Melville wurde 1851 zu seinem Roman Moby Dick durch den weißen Pottwal Mocha Dick inspiriert. Dieser Wal attackierte von 1810 an immer wieder Walfängerschiffe vor der Insel Mocha, bis er 1839 erlegt wurde. Laut Jeremiah N. Reynolds soll Mocha Dick über 20 m lang gewesen sein. Die Walfänger fanden zwanzig Harpunen in seinem Leib, die von den zahllosen Jagden auf ihn stammten, die er in den Jahrzehnten überlebt hatte.

## Nationales Naturreservat Isla Mocha
Rund 45 % der Insel (23,5 km²) sind heute ein nationales Reservat, das Isla-Mocha-Reservat. Hier kann man in der hügeligen Landschaft durch Wälder wandern, in denen viele Vogelarten leben. Im Zentrum der Insel befindet sich ein Naturreservat, welches von CONAF administriert wird und Spezies wie den Arrayán (Luma apiculata), die Chilenische Scheinulme Olivillo sowie verschiedene Südbuchenarten und viele Vogelarten wie den Chucao beherbergt. Der Rosafußsturmtaucher (Puffinus creatopus), von dem weltweit nur mehr etwa 50.000 Exemplare existieren, nistet auf der Insel, wobei manche Exemplare bis nach Alaska fliegen. Die genannte Spezies baut Erdlöcher auf der Insel und jagt nachts, wobei ein Baum erklommen werden muss, um ausfliegen zu können.
Die Wälder bestehen aus Bäumen der Arten Luma apiculata, Chilenische Scheinulme und Aextoxicon punctatum. Der „Sendero Camino Nuevo“ ist ein anderthalbstündiger Wanderweg durch die Insel, der von der chilenischen Forstbehörde CONAF angelegt wurde.
Der Pazifikdegu, eine Nagetierart, ist auf dieser Insel endemisch.

## Tourismus
Neben dem nationalen Reservat ist die Insel insbesondere für Taucher interessant. Vor der Insel liegen mehr als 100 Schiffswracks. Das Gebiet ist sehr fischreich und ideal für Angler geeignet. Es gibt sehr lange Sandstrände. Die Insel wird von Windsurfern und Seglern genutzt.
Südlich von Mocha liegt die Insel Isla de los Pájaros, die von Magellan- und Humboldt-Pinguinen bewohnt ist. Auf Felsen auf einer weiter östlich gelegenen Insel leben rund 2000 Robben und Südamerikanische Seelöwen.

## Wirtschaft
Die Insel lebt fast ausschließlich vom Tourismus und Fischfang. Es gibt zwei kleine Flughäfen auf der Insel, einer ist allerdings privat. Das Aeródromo Isla Mocha ist ein staatlicher Flughafen mit einer Landebahn von 1.200 m. Ein Flug vom Festland (Tirúa) mit einem Sportflugzeug vom Typ Cessna 172 dauert rund 12 Minuten.